# Pierre-Paul Lemercier de La Rivière

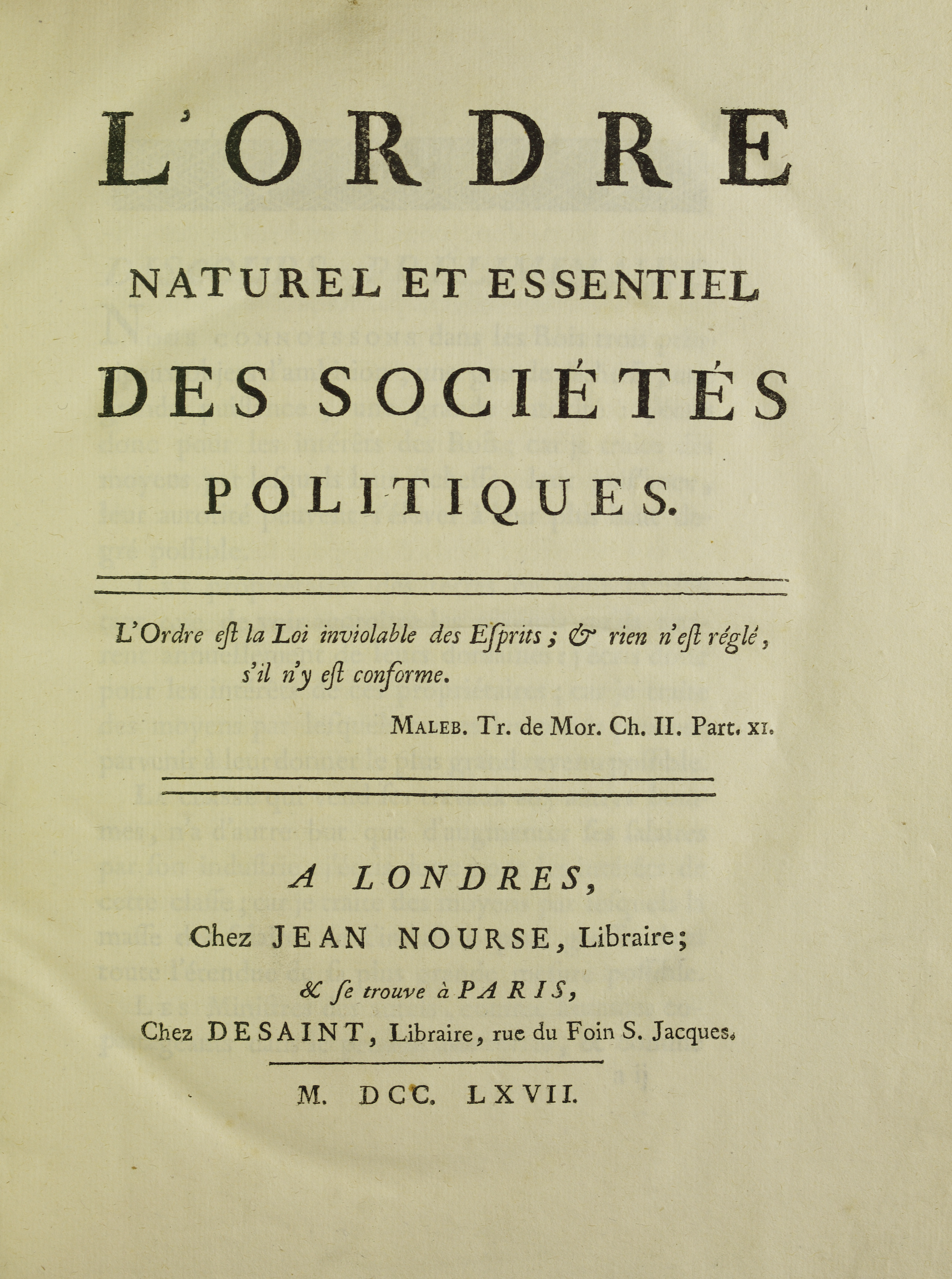
Ordre naturel et essentiel des sociétés politiques, 1767

Pierre-Paul Lemercier de La Rivière (ur. w 1719 w Saumur, zm. w 1792 w Paryżu) – ekonomista francuski, zwolennik fizjokratyzmu. Jako pierwszy użył nazwy absolutyzm oświecony.
Doradca parlamentu paryskiego od 1747 do 1758, potem intendent wyspy Martynika (1759 – 1764), dzięki wsparciu Madame Pompadour. Przeciwnik reżimu feudalnego, na temat którego pisał Każdy wielki właściciel ziemski komenderuje despotycznie tą cząstka ludu, która odeń zależy; stąd samowolne dręczenie, tyranizowanie, nadużycia wszelkiego rodzaju.
W roku 1767 caryca Katarzyna II Wielka zaprosiła go do Rosji. Denis Diderot, osobisty przyjaciel Lemerciera, reklamował dzieło Lemerciera pośród filozofów, choć zwykle był fizjokratom bardzo niechętny.

## Dzieła
- l'Ordre naturel et essentiel des sociétés politiques (1767) (w dziele tym udowodnił swój monarchizm, co wywołało kontrowersję między Voltaire'm i Gabriel Mably'm).